# موت فوق النيل
موت فوق النيل أو موت في وادي النيل أو موت على النيل, (بالإنجليزية: Death on The Nile) هي رواية تحقيق من تأليف اغاثا كريستي، نشرت لأول مرة في المملكة المتحدة عام 1937، ونشرت في الولايات المتحدة في عام 1938.
ظهر في الرواية المحقق البلجيكي هيركيول بوارو، تقع أحداث الرواية في مصر، أغلبها في وادي النيل.

## ملخص الحبكة
أثناء عطلتهم في القاهرة، تصل الاجتماعية الناجحة لينيت دويل إلى هيركيول بوارو. وتطلب مساعدته في ردع صديقتها جاكلين دي بلفور عن مطاردتها وملاحقتها. تزوجت لينيت مؤخرًا من خطيب جاكلين، سيمون دويل، ما جعل جاكلين مستاءة بشدة. يرفض بوارو هذا الطلب، ولكنه يحاول دون جدوى أن يصرف جاكلين عن مواصلة تنفيذ خططها. سافر سايمون ولينيت سرًا على متن القاطرة البخارية الكرنك، التي من المقرر أن تقوم بجولة في نهر النيل للهرب منها، لكنهما وجدا أنها علمت بخططهما والتحقت بالرحلة معهما. بصرف النظر عنهم، يسافر بوارو على متن القاطرة البخارية، في حين أنه كان من الركاب الآخرين خادمة لينيت لويز بورجي، والوصي عليها اندرو بنينغتون، والروائية الرومانسية سالومي أوتربورن (تصوير متخفٍّ بشكل رقيق لإلينور غلين) وابنتها روزالي، وتيم آلارتون ووالدته السيدة آلارتون، والناشطة الاجتماعية الأمريكية ماري فان شويلار، وابنة عمها كورنليا روبسون وممرضتها الآنسة بووارز، والشيوعي الجريء السيد فارغوسون، وعالم الآثار الإيطالي غويدو ريتشتي، والمحامي جيم فانثورب، والفيزيائي الدكتور بسنار.
وأثناء زيارة المعبد القديم، تجنبت لينت بصعوبة أن تُسحق بصخرة متساقطة. يشتبه في البداية في جاكلين، لكنها كانت موجودة على متن القاطرة البخارية وقت وقوع الحادثة. أثناء رحلة العودة، يجد بوارو أن صديقه الكولونيل رايس قد انضم إلى القاطرة. كما يُخبره أنه يبحث عن قاتل بين الركاب. في وقت لاحق من تلك الليلة في صالة الباخرة، يشتد استياء جاكلين من لينيت، مما دفعها إلى إطلاق النار على ساق سيمون بمسدس تملكه. تُعاد إلى مقصورتها من قبل أولئك الذين شهدوا ذلك، حيث تُحتجز، بينما يتم علاج سيمون من إصابته؛ في ذلك الوقت، يختفي مسدس جاكلين، الذي أسقطته. في الصباح التالي، يُعثر على لينيت ميتة، بعد إصابتها بطلقة في الرأس، في حين اختفت سلسة اللؤلؤ الثمينة خاصتها. لم يسمع أحد في المقصورات الموجودة على الجانب الآخر أو يرى أي شيء. يلاحظ بوارو زجاجتين من طلاء الأظافر في غرفة الضحية، واحدة منها تثير اهتمامه. يُسترد مسدس جاكلين لاحقًا من نهر النيل؛ عُثر عليه مغلفًا في ثوب يخص الآنسة فان شويلر، الذي سُرق في اليوم السابق، والذي أطلقت النار من خلاله.
عند إجراء مقابلة مع الخادمة لويز في المقصورة التي يرتاح فيها سيمون، يلاحظ بوارو غرابة في الكلمات التي تستخدمها. وبعد ذلك بوقت قصير، يُعثر عليها مطعونة في مقصورتها. لاحقًا التقت السيدة أوتيربورن بوارو ورايس في مقصورة سيمون، مدّعية أنها رأت من قتل الخادمة؛ سيمون يندهش بشدة لهذا. وقبل أن تستطيع كشف هوية القاتل، تُقتل بطلقة من خارج المقصورة. سرعان ما يواجه بوارو بنينغتون بسبب محاولته قتل لينيت في المعبد -حيث جاء إلى مصر بعد أن علم بزواجها من سيمون، ليخدعها في توقيع وثائق تبرئه من اختلاس ميراثها. مع ذلك لم يقتل لينيت على متن القاطرة، رغم أن مسدسه استُخدم في قتل السيدة أوتيربورن. لاحقًا يقوم رايس باعتقال ريشتي، الرجل الذي يبحث عنه. يسترد بوارو اللآلئ المفقودة من تيم، الذي استبدل سلسة اللؤلؤ المقلدة بالحقيقية. سُرقت اللآلئ المقلدة لاحقًا من قبل الآنسة فان شويلر، مهووسة السرقة، ثم أعادتها الآنسة باورز.

## الشخصيات
تتضمن القائمة الآتية الشخصيات التي كانت على متن القاطرة البخارية:
- هيركيول بوارو: المحقق البلجيكي.
- سالومي اوترابورن: كاتبة روايات رومانسية.
- روزالي: ابنة سالومي.
- السيدة آلارتون وابنها تيم.
- اندرو بنينغتون: الوصي على لينيت ريدجواي، أمريكي.
- لويز بورجي: خادمة لينيت، فرنسية.
- ماري فان شويلار: ناشطة اجتماعية أمريكية.
- كورنليا روبسون: قريبة ماري.
- الآنسة بووارز: مربية الآنسة فان شويلار.
- السيد فارغوسون.
- غويدو ريتشي: عالم اثار إيطالي.
- جيم فانثورب: محامي شاب.
- الدكتور بسنار: فيزيائي من وسط أوروبا.

## الاقتباس
- اقتبست من الرواية مسرحية عام 1944 ومرة أخرى عام 1946و 1950.
- اقتبس من الرواية فيلم عام 1978 من بطولة بيتر اوستينوف بدور هيركيول بوارو.
- اقتبست من الرواية إحدى حلقات مسلسل "اغاثا كريستي بوارو" عام 2004 من بطولة ديفيد سوشي بدور هيركيول بوارو.

## العناوين العالمية
أغلب الترجمات حافظت على العنوان الأصلي أو ما يقاربه: «جريمة في وادي النيل»، «جريمة في النيل»، «جريمة على ضفاف النيل» وتغييره في ترجمات أخرى: «مأساة في النيل» في الترجمة الصينية، «بوارو في مصر» في الترجمة الإسبانية، «بوارو في رحلة استجمام» في الترجمة المجرية.

## روابط خارجية
- معلومات حول الرواية في الموقع الرسمي لأغاثا كريستي (باللغة الإنجليزية).
- معلومات حول المسرحية المقتبسة من الرواية (باللغة الإنجليزية).
- معلومات حول الفيلم المقتبس من الرواية عام 1978 (باللغة الإنجليزية).
- معلومات حول حلقة مسلسل «اغاثا كريستي بوارو» المقتبسة من الرواية عام 2004 (باللغة الإنجليزية).